# 巴門達高原

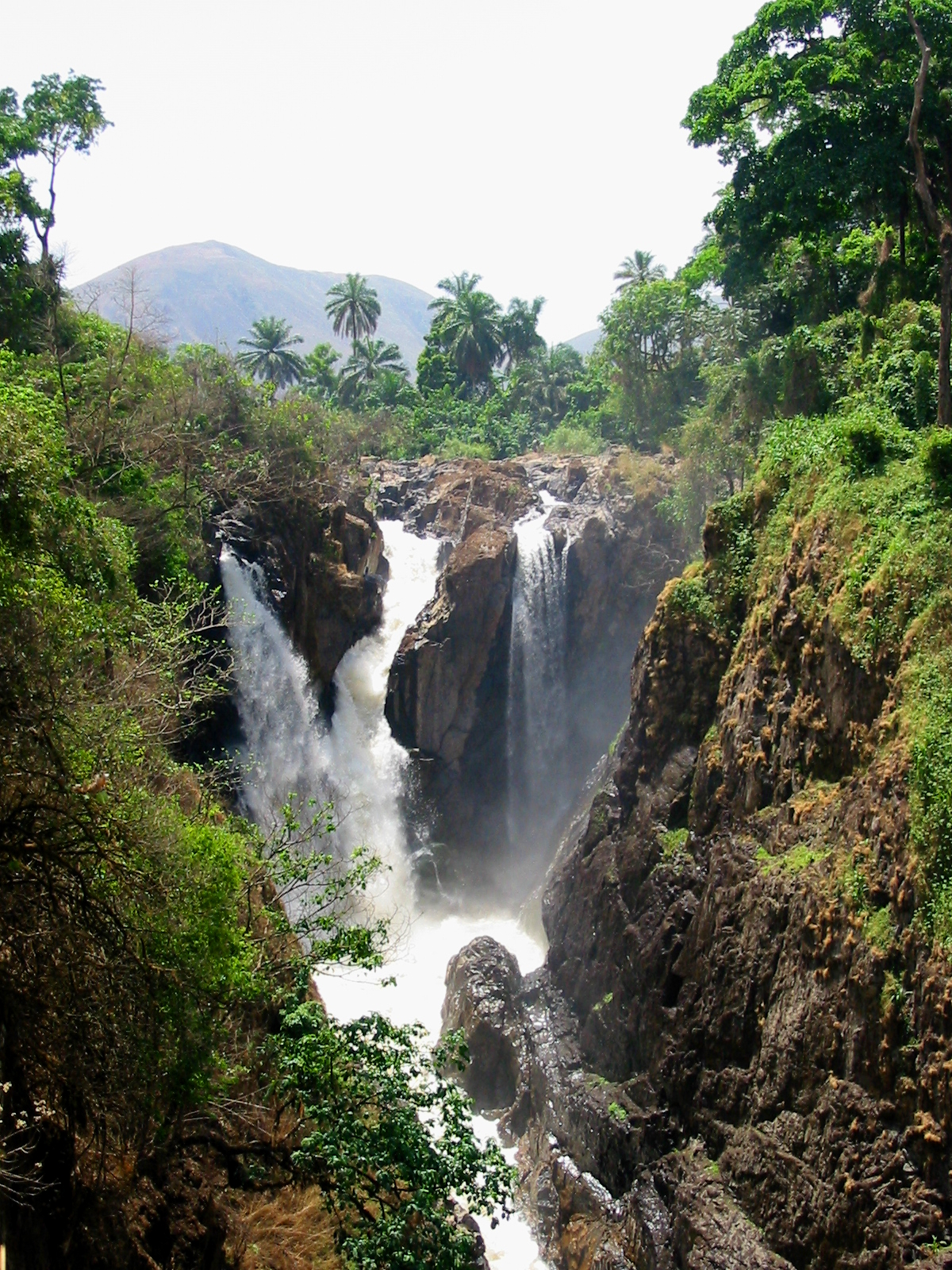

巴門達高原是非洲中西部國家喀麥隆的高原，受赤道多雨氣候影響，每年平均降雨量1,000至2,000毫米，是薩納加河主要支流的發源地。